# 9651 Arii-SooHoo
9651 Arii-SooHoo este un asteroid din centura principală de asteroizi.

## Descriere
9651 Arii-SooHoo este un asteroid din centura principală de asteroizi. A fost descoperit pe 7 ianuarie 1996 la observatorul AMOS din Haleakala. Asteroidul prezintă o orbită caracterizată de o semiaxă mare de 2,45 ua, o excentricitate de 0,19 și o înclinație de 1,8° în raport cu ecliptica.